# (6631) Pyatnitskij
(6631) Pyatnitskij ist ein Asteroid des Hauptgürtels, der am 4. September 1983 von der ukrainisch-sowjetischen Astronomin Ljudmyla Schurawlowa am Krim-Observatorium (IAU-Code 095) in Nautschnyj etwa 30 km von Simferopol entfernt, entdeckt wurde.
Der Asteroid wurde nach Mitrofan Pjatnitski (1864–1927) benannt, einem russischen Musiker und Sammler volkstümlicher Weisen.